# 阿修羅のごとく
『阿修羅のごとく』（あしゅらのごとく）は、1979年と1980年にNHK総合テレビで放送された、向田邦子脚本のテレビドラマ。後に脚本が文庫化され、2003年に映画化（森田芳光監督）、2004年に舞台化、2025年にNetflixで再ドラマ化（是枝裕和監督）された。

## 概要
長女・綱子は夫に先立たれ生花の師匠(向田邦子の原作脚本では流派は「遠州流で」と但し書きされていた)として生計を立てている。
次女・巻子は中学生の一男一女をもつ、平凡なサラリーマン家庭の主婦。
三女・滝子は図書館の司書勤めで男っ気がまったくなし。
四女・咲子は親兄弟にも内緒で無名ボクサーと同棲している。
そんなある日、滝子が興信所に調べさせ、四姉妹の父親に愛人と子どもがいることが判明。4人は集まって母親を気遣いながら対処について話し合う。
しかし、自分たちも「秘め事」や「隠し事」を持っていて、周囲のさまざまな人を巻き込みながら疑心暗鬼が頭をもたげる。
「嫉妬」そして「男と女」。家族でちゃぶ台を囲みながら、庭先で白菜を漬けながら、日常のひとコマの中にちらっと覗く、内なる「阿修羅」。それでいてホームコメディのように人間模様を描いた作品。

## テレビドラマ
1979年1月13日 - 27日にNHK総合テレビ「土曜ドラマ」枠の向田邦子シリーズとして3話放送。続編をパート2として1980年1月19日 - 2月9日に同枠で4話放送。
パート1、2ともにNHKアーカイブスに所蔵されており、各地のNHK放送局にある「番組公開ライブラリー」で無料で閲覧できる。また、NHKオンデマンドでも配信された。

### サブタイトルと視聴率
- パート1
  1. 「女正月」（1979年1月13日）（14.3%）
  2. 「三度豆」（1979年1月20日）（12.1%）
  3. 「虞美人草」（1979年1月27日）（13.9%）
- パート2
  1. 「花いくさ」（1980年1月19日）（13.3%）
  2. 「裏鬼門」（1980年1月26日）（11.3%）
  3. 「じゃらん」（1980年2月2日）（10.7%）
  4. 「お多福」（1980年2月9日）（11.8%）

出典：

### キャスト（テレビドラマ）
- 三田村綱子（長女） - 加藤治子
- 里見巻子（次女） - 八千草薫[4]
- 竹沢滝子（三女） - いしだあゆみ
- 竹沢 → 陣内咲子（四女） - 風吹ジュン[5]
- 枡川豊子（「枡川」女将） - 三條美紀
- 陣内まき（英光の母） - 星清子（パートII）
- 土屋友子（父の浮気相手） - 八木昌子
- 土屋省二 - 伊藤秀和（パートII）
- 民子（「枡川」女中頭） - 本山可久子（パートI）
- 里見宏男（里見家の子ども・兄） - 長谷川諭（パートI） → 松本秀人（パートII）
- 里見洋子（里見家の子ども・妹） - 前村麻由美（パートI） → 荻野目慶子（パートII）
- 枡川貞治（「枡川」主人） - 菅原謙次
- 勝又静雄（探偵） - 宇崎竜童[6]
- 陣内英光（四女の恋人・ボクサー） - 深水三章
- 赤木啓子 - 萩尾みどり（パートII）
- 竹沢ふじ（母） - 大路三千緒（宝塚歌劇団）
- 里見鷹男（次女の夫） - 緒形拳（パートI） → 露口茂[7]（パートII）
- 竹沢恒太郎（父） - 佐分利信

#### ゲスト
パートI
第1話
- 宮沢元
- 白木礼二
- 久保田清司（第2話）
- 大矢兼臣
- 武田洋和（最終話）
- 絹田由紀子（最終話）
- 徳永真人（第2話）
- 大月優子
- 森康子（第2話・最終話）
- ダウンタウンブギウギバンド（最終話）

第2話
- 島田零子
- 田中昭子（最終話）
- 山口純平
- 萩前弘信
- 松岡みどり
- 岡橋勲
- 楯親義
- 田中栄民
- 浪間章
- 上江州隆
- 劇団いろは（最終話）
- 劇団ひまわり（最終話）
- 八星プロ

最終話
- 立花（巡査） - 金井大
- マユミ（陣内の浮気相手） - 千足悦子
- 川島裕介
- 水品昌子
- 早川プロ

パートII
第1話
- 都築とみ子（竹沢家の隣人） - 千石規子
- 田村元治
- 市山登
- 山崎満（第2話）
- 日野道夫
- 劇団いろは（第2話 - 最終話）
- 鳳プロ（第2話・第3話）

第2話
- 三田村正樹 - 諏訪圭一（最終話）
- 坪田洋子 - 影山仁美
- 寿司屋の出前 - 千葉繁
- 松山真佐夫
- 比留間憲光
- 八星プロ（第3話・最終話）

第3話
- 入江正徳
- 山中康司
- 酒井郷博
- 内田ポッポ
- 越谷文博
- 水品昌子（最終話）
- 秋月喜久枝
- 筧豊子
- 島田芳子

最終話
- 宅間 - 岸部一徳
- 前沢迪雄
- 島田零子
- 加藤正之
- 新井武
- 森篤夫
- 伊藤文雄

### スタッフ（テレビドラマ）

#### パート1
- 制作：沼野芳脩
- 演出：和田勉（第1、3話）、高橋康夫（第2話）
- 美術：中嶋隆美
- 効果：高橋美紀（第1、3話）、浜口淳二（第2話）
- 記録：山崎清子（第1、2話）松田和子（第3話）
- 技術：稲垣恵三（第1、3話）、森野文治（第2話）
- 照明：内藤功（第1、3話）、栗原民博（第2話）
- カメラ：八城徳治（第1、3話）、上原康雄（第2話）
- 音声：渡辺秀男（第1話）、山本和夫（第2話）、藤原政雄（第3話）
- タイトル文字：望月美佐
- 文楽日高川（清姫）：吉田簑助（第1話）

#### パート2
- 演出：和田勉（第2、4話）、富沢正幸

### 音楽
- テーマ音楽：メヘテルハーネ「ジェッディン・デデン」（Ceddin Deden〈祖父も父も〉）[注 1]
- 挿入曲
  - 「悲しき願い」サンタ・エスメラルダ（Don't Let Me Be Misunderstood / Santa Esmeralda）
  - （Get Up and Boogie / Silver Convention）
  - 「バビロンの城門」レインボー（Gates Of Babylon / Rainbow）
  - 「テクノポリス」イエロー・マジック・オーケストラ（TECHNOPOLIS / Yellow Magic Orchestra）
  - 「フィール・ブルー」ダウン・タウン・ブギウギ・バンド
  - 「UFO」ピンク・レディー（音のみ）
  - 「ジョニー」マレーネ・ディートリヒ（Johnny / Marlene Dietrich）
  - 「遙かなる銀河へ」ナナ・ムスクーリ（Children of the Stars / Nana Mouskouri）

ほか

## Netflixドラマ
2025年1月9日から是枝裕和の監督・脚色による再ドラマ化作品がNetflixシリーズとして配信。四姉妹役は宮沢りえ、尾野真千子、蒼井優、広瀬すずが演じる。

### キャスト（Netflix版ドラマ）
- 三田村綱子（長女） - 宮沢りえ[8]
- 里見巻子（次女） - 尾野真千子[8]
- 竹沢滝子（三女） - 蒼井優[8]
- 竹沢咲子（四女） - 広瀬すず[8]
- 竹沢恒太郎（四姉妹の父） - 國村隼[8]
- 竹沢ふじ（四姉妹の母） - 松坂慶子[8]
- 里見鷹男（巻子の夫） - 本木雅弘[8]
- 勝又静雄（興信所の調査員） - 松田龍平[8]
- 陣内英光（咲子と交際するボクサー） - 藤原季節[8]
- 桝川貞治（綱子の愛人で料亭の主人） - 内野聖陽[8]
- 桝川豊子（貞治の妻） - 夏川結衣[8]
- 土屋友子（恒太郎の愛人） - 戸田菜穂[8]
- 赤木啓子（鷹男の部下） - 瀧内公美[8]
- 里見宏男（巻子と鷹男の長男） - 城桧吏[8]
- 里見洋子（巻子と鷹男の長女） - 野内まる[8]
- 陣内まき（陣内の母親） - 高畑淳子[8]
- 土屋省二（友子の息子） - 福島永大[8]
- 三田村正樹（綱子の息子） - 三浦獠太[8]
- 坪田里子（三田村正樹の婚約者） - 溝口奈菜[8]

### スタッフ（Netflix版ドラマ）
- 原作・脚本：向田邦子
- 企画・プロデュース - 八木康夫[2]
- 監督・脚色・編集 - 是枝裕和[2]
- プロデューサー - 福間美由紀、北原栄治、田口聖
- 撮影 - 瀧本幹也[2]
- 衣装デザイン - 伊藤佐智子[2]
- いけばな監修・指導 - 芦田一寿（華道遠州）[注 2]
- フードスタイリスト - 飯島奈美[2]
- 音楽 - fox capture plan[2]

## 映画
2003年11月公開。監督は森田芳光。NHKドラマのパートIIまでを一つにまとめたストーリーになっている。テレビドラマで次女を演じていた八千草薫が母親役で、また同じくテレビドラマで長女を演じていた加藤治子がナレーションで出演している。エンディングと本編中にブリジット・フォンテーヌの「ラジオのように」が流れる。

### ストーリー（映画版）
昭和54年・冬のある日、四姉妹の三女・竹沢滝子が、話したいことがあると姉妹たち（長女・三田村綱子、次女・里見巻子、四女・陣内咲子）に電話をかけ、後日姉妹たちは次女夫妻の自宅に集まる。滝子は数日前に父・竹沢恒太郎が愛人と思しき女性と子供と親しげにしていたことを四姉妹に打ち明けるが、母・ふじには黙っておくことに。
数日後、滝子は調査員の調べにより父が愛人母子を養っていたことが発覚するが、彼女の子は恒太郎の子ではなく少し安心する。しかし四姉妹も私生活でゴタゴタしており、綱子は妻帯者の男と不倫状態で、巻子は会社員をする夫に女の影を疑う。滝子は20代も終りに近いが男っ気がなく、咲子は気が多い同棲相手に振り回され、それぞれに悩みを抱えていた。数か月後のある日の朝刊に、「三姉妹の40代の主婦」による「老いた父に愛人が発覚し共白髪を信じる母が不憫。私の夫も惑いの40代だが、波風を立てないのが女の幸せなのか」との投書が載る。朝刊をそれぞれの自宅で読んだ姉妹たちは、「巻子が書いたのでは」と言い出すが、彼女たちそれぞれに幸不幸が訪れ心が揺れ動く。

### キャスト（映画版）
三田村綱子（長女）
演 - 大竹しのぶ
45才。後家で、夫亡き後は自宅で一人暮らししている。料理屋で華道の先生をしている。貞治と不倫関係にある。自由気ままで奔放な性格で、言いたいことを胸の中に抑え気味な性格の巻子とは少々気が合わない所がある。
里見巻子（次女）
演 - 黒木瞳
41才。専業主婦。鷹男と中学生と高校生の子供2人の4人家族。心の中では思う所があってもはっきり口に出さない性格。日々夫や子供の世話や家事をこなしながら、ビーズアクセサリーの内職をして小遣い稼ぎをしている。
竹沢滝子（三女）
演 - 深津絵里
29才。図書館の司書をしている。独身で恋人はおらず、実家を出て一人暮らしをしている。成績優秀だが生真面目でお堅い性格で四姉妹の中で一番貞操観念がある。性格が合わないのかは不明だが、英光のことを嫌っている。
陣内咲子（四女）
演 - 深田恭子
25才。喫茶店でウェイトレスとして働いている。英光と同棲生活を送り、その後籍を入れて夫婦となる。末っ子ということもあり甘えん坊な性格。巻子によると子供の頃から滝子とお互いにライバル視しており色々と小競り合いをしている。

#### 四人姉妹の両親
竹沢恒太郎
演 - 仲代達矢
四姉妹の父。年は70才ぐらい。家族を愛しているが寡黙で不器用な性格。愛人である友子とその子を養い毎週火曜と木曜の午後に会社を早退して彼女のアパートで逢引を重ねる。
竹沢ふじ
演 - 八千草薫
四姉妹の母。67才。穏やかでしとやかな性格。結婚して数十年間専業主婦として恒太郎や四姉妹のために家事をこなして支えてきた。独立した娘たちの身を案じながら、恒太郎との夫婦2人の生活をのんびりと過ごしている。

#### 四人姉妹の恋人や夫など
枡川貞治（ますかわさだはる）
演 - 坂東三津五郎
妻帯者だが綱子と付き合っている。綱子に惚れ込んでおり豊子と離婚して結婚することも考えている。ただし夫婦生活では豊子に押され気味で、いざという時にやや頼りない性格。
里見鷹男（たかお）
演 - 小林薫
巻子の夫。職場では部長。自宅に四姉妹が集まって恒太郎の愛人の話をした時に自身もその場にいたため、姉妹以外で恒太郎の愛人の存在を知る人物となる。姉妹が愛人が発覚した恒太郎に戸惑う中、彼を擁護する。
勝又静雄
演 - 中村獅童
興信所の調査員。滝子に依頼されて恒太郎の愛人調査がきっかけで滝子と親しくなる。正直者で気弱な性格で少々鈍臭いがどこか憎めないタイプ。トゥレット障害かは不明だが、始終まばたきをしているのが特徴。好物はジャムパン。
陣内英光
演 - RIKIYA
咲子の同棲相手。咲子から『ひでちゃん』と呼ばれている。プロボクサーで新人王になることを目指している。ボクサーとしての愛称は、名前を音読みした『エイコー』。やや自分勝手で周りの人や場の状況を考えないで行動するタイプ。

#### その他（映画版）
土屋友子
演 - 紺野美沙子
恒太郎の愛人。40才。小学4年生の男の子と2人暮らし。週2日、自宅アパートにやって来る恒太郎と、息子を交えて過ごしていたが、作中の後半で恒太郎に別れを告げる。
赤木啓子
演 - 木村佳乃
鷹男の秘書。有能で頭の回転が速く、落ち着いた物腰の中に色気を感じさせる女性。巻子から密かに鷹男との不倫を疑われている。
枡川豊子
演 - 桃井かおり
貞治の妻。夫婦で料理屋を営む。以前から綱子が生けた花を店内に飾っているため顔見知り。
緒方
演 - 益岡徹
鷹男が探してきた綱子の見合い相手。見合いの席で会った綱子と付き添いの巻子に、「土地活用による資産運用や株式投資などで資産を増やすべき」と力説する。
里見洋子
演 - 長澤まさみ
里見家の長女。15歳。年の近い兄と仲が良く、作中の出演シーンでは2人一緒にいる事が多い。
ナレーション
演 - 加藤治子
本作の冒頭で「阿修羅」という言葉の意味を説明する。

### スタッフ（映画版）
- 監督 - 森田芳光
- 原作 - 向田邦子
- 脚本 - 筒井ともみ
- 製作者 - 本間英行
- 製作統括 - 島谷能成、安永義郎、加藤春樹、古屋文明
- プロデューサー - 市川南
- アソシエイト・プロデューサー - 春名慶、三沢和子
- 撮影 - 北信康
- 美術 - 山崎秀満
- 録音 - 橋本文雄
- 音楽 - 大島ミチル
- タイトル - 大槻彩乃
- 題字 - 山藤章二
- 製作プロダクション - 東宝映画
- 製作 - 東宝、博報堂、毎日新聞社、日本出版販売

### 受賞歴
- 第46回ブルーリボン賞
  - 監督賞（森田芳光）

- 第28回報知映画賞
  - 助演女優賞（深津絵里）

- 第16回日刊スポーツ映画大賞
  - 作品賞
  - 助演女優賞（八千草薫）

- 第27回日本アカデミー賞 [11]
  - 最優秀監督賞（森田芳光）
  - 最優秀脚本賞（筒井ともみ）
  - 最優秀助演女優賞（深津絵里）
  - 優秀作品賞
  - 優秀主演女優賞（大竹しのぶ）
  - 優秀助演男優賞（中村獅童）
  - 優秀助演女優賞（八千草薫）
  - 優秀音楽賞（大島ミチル）
  - 優秀撮影賞（北信康）
  - 優秀照明賞（渡邊孝一）
  - 優秀美術賞（山崎秀満）
  - 優秀録音賞（橋本文雄）
  - 優秀編集賞（田中愼二）

## 舞台

### 2004年版
初めて舞台化され、芸術座、博多座で上演された。

#### キャスト（2004年版）
- 三田村綱子（長女） - 山本陽子
- 里見巻子（次女） - 中田喜子
- 竹沢滝子（三女） - 秋本奈緒美 / 森口博子
- 竹沢咲子（四女） - 藤谷美紀 / 細川ふみえ
- 竹沢ふじ - 南田洋子
- 竹沢恒太郎 - 長門裕之

### 2013年版
2012年に舞台化が発表され、2004年版から9年ぶりに舞台化された。

#### スタッフ（2013年版）
- 脚本：瀬戸山美咲
- 演出：松本祐子

#### キャスト（2013年版）
- 三田村綱子（長女） - 浅野温子
- 里見巻子（次女） - 荻野目慶子
- 竹沢滝子（三女） - 高岡早紀
- 竹沢咲子（四女） - 奥菜恵
- 竹沢ふじ - 加賀まりこ
- 竹沢恒太郎 - 林隆三

大高洋夫、中山祐一朗、広瀬友祐、彩夏涼、山本亨、伊佐山ひろ子、ほか

#### 日程・劇場（2013年版）
2013年
- 1月11日 - 29日 東京 ル テアトル銀座
- 1月31日 - 2月3日 大阪 森ノ宮ピロティホール
- 2月9日 - 10日 愛知 名鉄ホール

### 2022年版
モチロンプロデュースにて公演された。

#### スタッフ（2022年版）
- 脚色：倉持裕
- 演出：木野花

#### キャスト（2022年版）
- 三田村綱子（長女） - 小泉今日子
- 里見巻子（次女） - 小林聡美
- 竹沢滝子（三女） - 安藤玉恵
- 竹沢咲子（四女） - 夏帆

岩井秀人、山崎一

#### 日程・劇場（2022年版）
2022年
- 9月9日 - 10月2日 東京 シアタートラム
- 10月8日 - 10日 兵庫県 兵庫県立芸術文化センター 阪急中ホール